# The Last Days (film, 2011)
Pour plus de détails, voir Fiche technique et Distribution.
The Last Days (Son of Morning) est un film américain écrit et réalisé par Yaniv Raz, sorti en 2011.

## Synopsis
La fin du monde est proche. L'ensemble de la population est désespérée et n'a plus aucun espoir. Philip Katz, un homme ordinaire, est frappé lors d'une cérémonie par un stigmate en pleurant du sang. Josephine Tuttle, journaliste qui a assisté à la scène, s'empare de l'affaire et le proclame comme le « messie » que la population attendait.

## Fiche technique
- Titre original : Son of Morning
- Titre français : The Last Days
- Réalisation et scénario : Yaniv Raz
- Direction artistique : John Collins
- Décors : Kat Wilson
- Costumes : Alicia Joy Rydings
- Photographie : Jonathan Wenstrup
- Montage : Robert K. Lambert
- Musique : Jonathan Zalben
- Casting : Anne McCarthy et Kellie Roy
- Production : Joseph Cross et Zack Schiller ; Jesse Stern (coproduction) ; Rachel Hollon et Michael Feifer (associés)
- Société de production : Hothead Entertainment
- Société de distribution : Entertainment One
- Pays d'origine :  États-Unis
- Langue originale : anglais
- Format : couleur - 35 mm - 2,35:1 - son Dolby Digital
- Genre : Comédie dramatique
- Durée : 76 minutes
- Dates de sortie :
  -  États-Unis :  28 février 2011[1]
  -  France : 1er octobre 2013[2] (sorti directement en DVD)

Source : IMDb

## Distribution
- Joseph Cross (V. F. : Vincent de Bouard) : Philip Katz
- Heather Graham (V. F. : Marie Nonnenmacher) : Josephine Tuttle
- Lorraine Bracco (V. F. : Nikie Lescot) : Leda Katz
- Jamie-Lynn Sigler : Jamie Johnson
- Danny Glover (V. F. : Frédéric Souterelle) : Gabriel Peters
- Bob Odenkirk (V. F. : Marc-Antoine Frédéric) : Fred Charles
- Jesse Bradford (V. F. : Benjamin Pascal) : David the Agent
- Edward Herrmann (V. F. : Frédéric Cerdal) : Thomas
- P. J. Byrne : Mitchel Zangwell
- Cristina Rosato : Maria Sanchez
- Stephen Root : le sénateur Lewis
- Steven Weber (V. F. : Constantin Pappas) : le lieutenant gouverneur Fitch
- Blake Clark : Olde Fisherman
- Derek Phillips (V. F. : Jochen Hägele) : Skyler
- Erin Cardillo : Jennifer
- Jon Polito (V. F. : Antoine Tomé) : M. Bordasche
- Paul Telfer (V. F. : Loïc Houdré) : Glenn
- Stacey Travis : Laurel
- Peter Jason : Ned Jensen
- Christopher Gartin : Henchy
- Jacqueline King : Natalie
- Olivia Hardt : Amber
- John Burke : Jim
- Mary Regency Boies : Ashley
- David Fabrizio (V. F. : Antoine Tomé) : Dr Villinger
- Marc Macaulay (en) : le père de Philip

Sources et légende : Version française (V. F.) sur RS Doublage et le carton du doublage français sur le DVD zone 2